# 米津常春
米津常春（1524年—1612年）是日本戰國時代至江戶時代前期武將。松平氏（德川氏）家臣。父親是米津勝信（勝政，號道壽）。幼名藤藏。通稱三十郎、小大夫。德川十六神將之一。

## 生平
三河國碧海郡米津（現今愛知縣西尾市）出身。米津氏在從前就是松平氏的譜代家臣，與父親勝信一同仕於松平廣忠、元康。
天文18年（1549年），在從屬於今川義元的松平氏之下進攻織田信秀在三河國的據點安祥城時捕獲城主織田信廣。而在永祿3年（1560年）的桶狹間之戰時擔任三河眾的先鋒，與弟弟政信和兒子正勝一同從軍。加入元康進攻丸根城、大高城的戰事。在三河一向一揆之際最早在岡崎城與家康一同奮戰，為鎮壓盡力。
之後在永祿7年（1564年）的三河赤坂合戰與渡邊守綱一同使槍並相東活躍，這就是記述常春最後的戰鬥記錄。
在慶長17年（1612年）死去。享年89歲。戒名是淨心。